# Ландштрасе (станція метро)
48°12′22″ пн. ш. 16°23′04″ сх. д. / 48.2062° пн. ш. 16.3844° сх. д.
«Ландштрасе» (нім. Landstraße) — станція Віденського метрополітену, розміщена на лінії U3 між станціями «Штубетор» і «Рохус-гассе» та на лінії U4 між станціями «Штадтпарк» і «Шведен-плац». Відкрита 6 квітня 1991 року на лінії U3 і 15 серпня 1978 року на лінії U4.
Розташована в межі 3-му районі Відня (Ландштрасе), від якого і отримала назву, поруч із залізничним вокзалом Відень-Мітте.